# Churches Together in Britain and Ireland

Les Churches Together in Britain and Ireland (en français : « Églises réunies en Grande-Bretagne et Irlande », sous le nom de British Council of Churches jusqu'au 1er septembre 1990) est une association chrétienne œcuménique active au Royaume-Uni et en Irlande.

## Organisations membres
- Antiochian Orthodox Deanery of UK and Ireland
- Baptist Union of Great Britain
- Cherubim and Seraphim Council of Churches
- Église au pays de Galles
- Église d'Angleterre
- Church of God of Prophecy
- Église d'Irlande
- Église d'Écosse
- Christians Abroad
- Congregational Federation
- Église copte orthodoxe
- Council of African and Caribbean Churches UK
- Council of Oriental Orthodox Churches
- Église protestante en Allemagne
- Independent Methodist Churches
- International Ministerial Council of Great Britain
- Joint Council for Anglo-Caribbean Churches
- Lutheran Council of Great Britain
- Mar Thoma Church
- Église méthodiste en Grande-Bretagne
- Église méthodiste en Irlande
- Église morave
- New Testament Assembly
- New Testament Church of God
- Archevêché orthodoxe grec de Thyatire et de Grande-Bretagne
- Presbyterian Church of Wales
- Église catholique en Angleterre et Pays de Galles
- Église catholique en Écosse
- Société religieuse des Amis
- Patriarcat de Moscou et de toute la Russie
- Armée du salut
- Église épiscopalienne écossaise
- Église orthodoxe de Serbie
- Trans Atlantic and Pacific Alliance of Churches
- Undeb Yr Annibynwyr Cymraeg
- United Free Church of Scotland
- United Reformed Church
- Wesleyan Holiness Church
- Irish Bishops Conference (membre associé)
- Église adventiste du septième jour (membre associé)